# Goshen (Connecticut)
Goshen – miasto w Stanach Zjednoczonych, w stanie Connecticut, w hrabstwie Litchfield.